# التحيز في الاختبارات العقلية
التحيز في الاختبارات العقلية (Bias in Mental Testing) هو كتاب للأستاذ الجامعي أرثر جينسن وهو يدور حول فكرة التحيز في اختبارات نسبة الذكاء.

## الخلفية
في عام 1969، أثارت مقالة أرثر جينسن «إلى أي مدى يمكننا تحسين نسبة الذكاء والتحصيل الدراسي؟» (How Much Can We Boost IQ and Scholastic Achievement?) جدلًا هائلًا يرجع إلى قولها بأن السبب وراء الاختلاف بين متوسط نسبة الذكاء عند الأمريكيين الأفارقة والأمريكيين القوقازيين أو البيض قد يرجع إلى عوامل جينية بالإضافة إلى العوامل الثقافية. أحد الآراء المعارضة لهذه الفكرة يقول بأن اختبارات الذكاء متحيزة ثقافيًا ضد الأمريكيين الأفارقة ولذلك فأي اختلافات لوحظت في متوسط نسبة الذكاء ما هي إلا نتاج الاختبارات نفسها. ففي السبعينيات من القرن العشرين بدأ جينسن إجراء الأبحاث حول فكرة تحيز الاختبارات، ثم اتخذ القرار بعمل كتاب لاستعراض الموضوع؛ الأمر الذي وجده سيجدي نفعًا كبيرًا. وعلى الرغم من اعتزامه جعل الكتاب قصيراً في بداية الأمر ، أدرك جينسين أثناء كتابته أن الموضوع يستحق تحليلاً أكثر تعمقًا، وتحول الكتاب في النهاية إلى عمل أكبر كثيرًا مما نوى

## ملخص
يقوم هذا الكتاب على حقيقة أن متوسط نسبة الذكاء عند الأمريكيين الأفارقة كان دائمًا ما يلاحظ أنه يقل بحوالي 15 نقطة عن متوسط ذكاء الأمريكيين القوقازيين، واتهام بعض العلماء النفسيين اختبارات الذكاء بوصفها متحيزة ثقافيًا ضد الأمريكيين الأفارقة. لا يبحث الكتاب في السؤال الدائر حول إذا ما كان السبب وراء الفجوة في نسبة الذكاء جينيًا أم بيئيًا، بل إذا ما كانت الاختبارات نفسها صالحة
يطرح الكتاب حججًا عديدة تفيد بأن اختبارات الذكاء غير متحيزة. ولا يمكن أن يعود متوسط الأداء الأقل للأمريكيين الأفارقة في اختبارات الذكاء إلى وجود اختلاف في المرادفات اللغوية حيث سجلوا أداء أفضل قليلاً في الاختبارات اللفظية عن الاختبارات غير اللفظية. ولا يمكن أن يعود أيضًا الاختلاف في نسبة الذكاء إلى أن الاختبارات تقوم على ثقافة البيض، أو إلى أن البيض يسجلون نتائج أفضل في الاختبارات الموضوعة بواسطة أشخاص من بني جنسهم. وفي الواقع، يؤدي الأمريكيون الأفارقة بصورة أفضل في الاختبارات المحملة ثقافيًا عما يفعلون في الاختبارات المصممة كي لا تحمل أي إشارات ثقافية غير مألوفة بالنسبة لهم، وعادةً ما يحقق الأطفال اليابانيون نتائج أفضل من نظرائهم من البيض بمتوسط 6 نقاط. كما لا يمكن أن يرجع سبب الاختلاف إلى الحالة الاجتماعية الاقتصادية؛ حيث إنه عندما يتم اختبار أطفال من الأمريكيين الأفارقة والبيض من المستوى الاجتماعي نفسه، يظل الاختلاف بين متوسط نسب ذكائهم 12 نقطة.
كما يقدم الكتاب أدلة على عمل اختبارات الذكاء بالطريقة نفسها مع جميع الأمريكيين المتحدثين بالإنجليزية والمولودين في الولايات المتحدة، بغض النظر عن العرق. ومن أحد هذه الأدلة هو نجاح اختبارات الذكاء في توقع أداء جميع الأمريكيين في المدراس والعمل والقوات المسلحة. ودليل آخر هو أن جنس وعرق الشخص الذي يجري الاختبار لا يؤثر بصورة كبيرة على كيفية أداء الأمريكيين الأفارقة فيه. إن تصنيف الصعوبة لعناصر الاختبار في اختبارات الذكاء هو نفسه لكلتا المجموعتين وكذلك الشكل العام للمخطط البياني الذي يظهر عدد الأشخاص المحققين لكل درجة، باستثناء ارتكاز منحنى الأمريكيين الافارقة في مستوى أقل قليلاً من مستواه عند البيض.
واستنتج جينسن اعتمادًا على هذه البيانات أن الاختبارات التي يظهر فيها اختلاف في متوسط نسبة الذكاء بين الأعراق يوضح ظاهرة حقيقية وليس مجرد نتاج عن الاختبارات نفسها. ويذكر جينسن أن اختبارات الذكاء يمكن أن تكون أكثر عدالة من العديد من البدائل الأخرى في المنافسة على القبول في الجامعات والوظائف، حيث يمكنها الحكم على قدرة الشخص بطريقة غير متحيزة تمامًا بدلاً من الاعتماد على حكم القائم على إجراء المقابلة.

## استقبال الكتاب وتأثيره
لقد خصصت النشرة الدورية العلوم السلوكية والعقلية (Behavioral and Brain Sciences) عددًا كاملاً لكتاب التحيز في الاختبارات العقلية في عام 1981 حيث نشرت 28 عرضًا للكتاب. وفي عام 1984 تمت كتابة  آراء حول التحيز في الاختبارات العقلية (Perspectives on Bias in Mental Testing) كرد على هذا الكتاب. وتكون من مجموعة من الفصول المكتوبة بواسطة مؤلفين متعددين حول موضوع تحيز الاختبارات، ولكن لم ترد جميع الفصول على كتاب جينسن بصورة مباشرة. فبعض هذه الفصول تدعم الاستنتاجات التي توصل لها جينسن بينما تقدم بعض الفصول الأخرى وجهات نظر معارضة. ومن الانتقادات التي وجهت للكتاب أنه بينما تظهر البيانات التي جمعها جينسن أن تحيز الاختبارات لا يفسر الفجوة في نسبة الذكاء بين الأمريكيين الأفارقة والبيض بصورة كافية فتلك البيانات لا تدعم استنتاجه بأن تحيز الاختبارات لا يحدث على الإطلاق. وكتبت لوري ايه شيبارد «لا يمكن لتحيز الاختبارات تفسير الاختلاف الملحوظ بين الأمريكيين الأفارقة والبيض. ولكن الأدلة التي تم استعراضها هنا لا تدعم الاستنتاج بأنه لا يوجد تحيز على الإطلاق ولا تدعم رفض قضية التحيز بوصفها تساؤلاً علميًا ذا قيمة».
لقد نوقش التحيز في الاختبارات العقلية في أكثر من 200 عرض للكتب، وتم إدراجه بواسطة النشرة الدورية القضايا الحالية (Current Contests) كمصدر اقتباس قياسي. كما تم وصفه بأنه النص النهائي والحاسم حول موضوع التحيز في اختبارات الذكاء. وتراوح محتوى هذه الاستعراضات من الانتقادات الفنية إلى الهجوم الشخصي والثناء المفرط.
ومن خلال استعراض أدبي في عام 1999 ، تمت إعادة النظر في استنتاجات التحيز في الاختبارات العقلية باستخدام بيانات جديدة. وخلص الاستعراض إلى أن الدليل التجريبي يدعم بشدة استنتاجات جينسن بأن الاختبارات العقلية مقياس صالح على قدرات الأفراد المتحدثين بالإنجليزية والمولودين في الولايات المتحدة. كما ناقش أيضًا أن المعلومات الخاطئة حول التحيز في اختبارات الذكاء سائدة بشدة، وبالتالي فمن المهم نقل البيانات التجريبية في هذا المجال إلى عامة الجمهور بوضوح.